# Марко Милошевић
Марко С. Милошевић (Београд, 3. јул 1974) је син некадашњег председника СР Југославије Слободана Милошевића и Мире Марковић, који је осумњичен за учешће у организованом криминалу у Србији током распада Југославије. Након пада режима његовог оца 5. октобра 2000. године, иселио се у Русију и добио избеглички статус.
Његов син Марко М. Милошевић је политичар и члан Социјалистичке партије Србије.

## Детињство и младост
Марко Милошевић је рођен 3. јула 1974. године у Београду. Наводно је добио име по претку који је учествовао у борби против Турака. Одгајан је у духу атеизма, будући да му је отац био Слободан Милошевић истакнути функционер Савеза комуниста Југославије, а мајка Мира Марковић професор социологије (марксизма) на Универзитету у Београду.
Похађао је приватну школу у Београду и живео са породицом своје мајке у Пожаревцу.

## Организовани криминал

#### Мадона и Бамбиленд
Током 1994. године, Марко Милошевић је отворио луксузни ноћни клуб "Мадона" у Пожаревцу, где се окупљала елита подземља источне Европе. На око 50 ари плаца фабрике Бамби, отворио је "Бамбиленд".
У наредном периоду, Милошевић је повезиван са бројним криминалним радњама које су услед санкција против СР Југославије, укључивале шверц цигарета, нафте, аутомобила, чак и дроге. Милошевић се сумњичио за незаконито преузимање власништва над радио станицама, пекарама, продавницама рачунара...

#### Пребијање чланова Отпора
Уочи великих демонстрација 2000. године, чланови Народног покрета Отпор из Пожаревца - Момчило Вељковић (1961-2022) и Небојша Соколовић, били су пребијени од стране Марка Милошевића. Судски поступак за ово дело је трајао до 2013. године, када је наступила застарелост, будући да се Милошевић налазио у Русији и тако био недоступан судским властима.

#### Слободан Милошевић о сину
У интервјуу за РТВ Палма од 12. децембра 2000. године, Слободан Милошевић је говорио о свом сину: 
Ја се својим сином Марком поносим. Мој син Марко, од првог до последњег дана овог рата, носио је униформу и оружје. Волео бих кад би разговарали где су за то време били неки њихови лидери и где су за то време били њихови синови и њихова деца. Чак сам гледао емисију, немачку коју су они умонтирали, како мој син је у ствари, вероватно иза мојих леђа, све време се бавио шверцом цигарета с Милом Ђукановићем. Можете то да замислите? А све што је урадио у животу, урадио је сопственим рукама. Од 16 година се запослио у Пожаревцу, јер није могао да издржи да буде овде син председника Републике и медијске притиске, па отишао у наш родни град, запослио се... Знате шта да ради? Да носи гајбе са празним и пуним флашама за једну кафану за 5000 динара месечно.

## Пад Слободана Милошевића
После свргавања режима Слободана Милошевића 5. октобра 2000. године, створена је могућност за испитивање пословања Марка Милошевића. Зато је већ 7. октобра 2000. године напустио Југославију. Са лажним пасошем је покушао да оде у Пекинг, али је 9. октобра депортован у Русију. Претпостављало се да породица Милошевић у Кини поседује око 100.000.000 фунти.

## У егзилу
Марко Милошевић живи у Русији у којој има статус политичког емигранта. Власник неколико ноћних клубова у Москви, као и да живи у елитном делу руске престонице.
Марко М. Милошевић, син Марка С. Милошевића и Миланке Гајић (рођен 1999), од 2016. је члан СПС-а, а 2023. је постао члан Главног одбора те странке.

## Порекло
Отац Марка Милошевића је био Слободан Милошевић, пореклом из племена Васојевића из Лијеве Ријеке у Црној Гори.
Мајка Марка Милошевића је била Мира Марковић.
Марков прадеда са мајчине стране био је Милорад Мића Марковић, учитељ из Поповића, учесник Балканских ратова и Првог светског рата, одликован Карађорђевом звездом и Албанском споменицом. Припадао је Социјалистичкој радничкој партији Југославије и био делегат на Другом конгресу Комунистичке партије Југославије у Вуковару, 1920. године.
Деда са мајчине стране му је био Момчило Мома Марковић, члан Централног комитета Савеза комуниста Југославије, члан Савезног извршног већа, главни и одговорни уредник „Борбе“, генерал-мајор ЈНА у резерви, народни херој Југославије и предратни члан КПЈ, који је у Другом светском рату био политички комесар Главног штаба НОВ и ПОЈ за Србију. Са студенткињом француског језика Вером Милетић, добио је Миру. Вера Милетић је ухапшена и одведена на Бањички логор. Стрељана је 7. септембра 1944. године у Јајинцима.
Деда-стриц са мајчине стране му је био Драгослав Дража Марковић, предратни комуниста, члан првог Председништва СФРЈ (1971-1974), председник Скупштине СФР Југославије (1978-1982) и председник Председништва Централног комитета СКЈ (1983-1984). Његова супруга, односно Маркова баба, била је Божидарка Дамњановић-Марковић Кика, народни херој Југославије, начелник Кадровске управе Централног комитета Комунистичке партије Србије и члан Извршног одбора СУБНОР-а Србије.
Други деда-стриц Бранко Марковић, заробљен је као партизан и стрељан у Јајинцима 1942. године